# Чемпіонат світу з футболу 2022 (статистика)
Статистика чемпіонату світу з футболу 2022, який відбувався в Катарі.

## Загальна статистика

### Перемоги, нічиї і поразки
- Найбільше перемог: 5 — Франція
- Найменше перемог: 0 — Канада, Катар
- Найбільше поразок: 3 — Канада, Катар
- Найменше поразок: 0 — Нідерланди
- Найбільше нічиїх: 4 — Хорватія
- Найменше нічиїх: 0 — Австралія, Гана, Іран, Канада, Катар, Коста-Рика, Португалія, Саудівська Аравія, Сенегал, Швейцарія
- Найбільше очок на груповому етапі: 7 — Англія, Марокко, Нідерланди
- Найменше очок на груповому етапі: 0 — Канада, Катар

### Результативність
- Загальна кількість голів: 172, включаючи 120 на груповому етапі
- Середня кількість голів за матч: 2.69
- Загальна кількість хет-триків: 2 (Гонсалу Рамуш, Кіліан Мбаппе)
- Загальна кількість забитих пенальті: 17
- Автоголи: 2 — Енцо Фернандес (проти Австралії) і Наєф Аґерд (проти Канади)

### За командами
- Найбільше забитих голів, команда: 16 — Франція
- Найменша кількість голів: 1 — Бельгія, Данія, Катар, Туніс, Уельс
- Найбільше пропущених голів: 11 — Коста-Рика
- Найменше пропущених голів: 1 — Туніс
- Найкраща різниця м'ячів: +9 — Англія
- Найгірша різниця м'ячів: −8 — Коста-Рика
- Найбільша кількість забитих голів (обома командами): 8 — Англія 6 - 2 Іран
- Найбільша кількість забитих голів (однією командою): 7 — Іспанія в матчі проти Коста-Рики
- Найбільша різниця м'ячів у матчі: 7 — Іспанія в матчі проти Коста-Рики

### За гравцями
- Найбільше забитих голів, особа: 8 — Кіліан Мбаппе
- Найбільше результативних передач: 3 — Гаррі Кейн, Бруну Фернандеш, Антуан Грізманн, Ліонель Мессі, Іван Перишич
- Найбільше голів та результативних передач: 10 — Кіліан Мбаппе (8 голів), Ліонель Мессі (7 голів)
- Найбільша кількість голів, забитих одним гравцем в матчі: 3 — Гонсалу Рамуш за Португалію проти Швейцарії; Кіліан Мбаппе за Францію проти Аргентини
- Найстарший гравець, що забив гол: 39 років і 283 дні — Пепе за Португалію проти Швейцарії
- Наймолодший гравець, що забив гол: 18 років і 109 днів — Гаві за Іспанію проти Коста-Рики

### За часом
- Перший гол на чемпіонаті: Еннер Валенсія за збірну Еквадору у матчі проти Катару
- Перший хет-трик на чемпіонаті: Гонсалу Рамуш за збірну Португалії проти Швейцарії
- Останній гол на чемпіонаті: Кіліан Мбаппе за Францію у матчі проти Аргентини
- Останній хет-трик на чемпіонаті: Кіліан Мбаппе за Францію у матчі проти Аргентини
- Найшвидший гол від початку тайму: 2-а хв. — Альфонсо Дейвіс в матчі Хорватія — Канада (4:1)
- Найпізніший гол у матчі без додаткового часу: 90+12 хв. — Мегді Таремі за Іран проти Англії
- Найпізніший гол у матчі з додатковим часом: 118 хв. — Кіліан Мбаппе за Францію у матчі проти Аргентини
- Найпізніший переможний гол у матчі без додаткового часу: 90+11 хв. — Рамін Резеян у матчі Ірану проти Уельсу (2:0)
- Найпізніший переможний гол у матчі з додатковим часом: 90+2 хв. — Рафаел Леан за Португалію проти Швейцарії

## Бомбардири
У 64 матчах було забито 172 голи, у середньому 2.69 голи за гру.
8 голів
- Кіліан Мбаппе

7 голів
- Ліонель Мессі

4 голи
- Хуліан Альварес
- Олів'є Жіру

3 голи
- Маркус Рашфорд
- Букайо Сака
- Рішарлісон
- Еннер Валенсія
- Альваро Мората
- Коді Гакпо
- Гонсалу Рамуш

2 голи
- Гаррі Кейн
- Неймар
- Мохаммед Кудус
- Мегді Таремі
- Ферран Торрес
- Венсан Абубакар
- Юссеф Ен-Несірі
- Ваут Веггорст
- Кай Гаверц
- Ніклас Фюллькруг
- Чо Гю Сон
- Роберт Левандовський
- Рафаел Леан
- Бруну Фернандеш
- Салем ад-Давсарі
- Александар Митрович
- Джорджіан Де Арраскаета
- Андрей Крамарич
- Брель Емболо
- Ріцу Доан

1 гол
- Крейг Гудвін
- Мітчелл Дюк
- Метью Лекі
- Джуд Беллінгем
- Джордан Гендерсон
- Джек Гріліш
- Рахім Стерлінг
- Філ Фоден
- Анхель Ді Марія
- Алексіс Мак Аллістер
- Науель Моліна
- Енцо Фернандес
- Міші Батшуаї
- Вінісіус Жуніор
- Каземіро
- Лукас Пакета
- Андре Аю
- Осман Букарі
- Мохаммед Салісу
- Андреас Крістенсен
- Мойсес Кайседо
- Рамін Резеян
- Рузбег Чешмі
- Марко Асенсіо
- Гаві
- Дані Ольмо
- Карлос Солер
- Жан-Шарль Кастеллетто
- Ерік Максім Шупо-Мотінг
- Альфонсо Дейвіс
- Мохаммед Мунтарі
- Хуан Пабло Варгас
- Єльцин Техеда
- Кейшер Фуллер
- Кім Йон Гвон
- Пек Син Хо
- Хван Хі Чхан
- Закарія Абухляль
- Хакім Зієш
- Абдельхамід Сабірі
- Енрі Мартін
- Луїс Герардо Чавес
- Дейлі Блінд
- Мемфіс Депай
- Дензел Дюмфріс
- Френкі де Йонг
- Деві Классен
- Серж Гнабрі
- Ілкай Гюндоган
- Пйотр Зелінський
- Рафаел Геррейру
- Рікарду Орта
- Пепе
- Кріштіану Роналду
- Жоао Фелікс
- Салех Аш-Шегрі
- Булай Діа
- Фамара Д'єдью
- Бамба Дьєнг
- Каліду Кулібалі
- Ісмаїла Сарр
- Душан Влахович
- Сергій Милинкович-Савич
- Страхиня Павлович
- Вагбі Хазрі
- Тімоті Веа
- Крістіан Пулишич
- Хаджі Райт
- Гарет Бейл
- Тео Ернандес
- Рандаль Коло Муані
- Адріан Рабйо
- Орельєн Чуамені
- Марко Лівая
- Ловро Маєр
- Бруно Петкович
- Іван Перишич
- Мануель Аканджі
- Ремо Фройлер
- Джердан Шачірі
- Такума Асано
- Ао Танака
- Даідзен Маеда

1 автогол
- Енцо Фернандес (проти Австралії)
- Наєф Аґерд (проти Канади)

## Асистенти
3 передачі
- Гаррі Кейн
- Бруну Фернандеш
- Антуан Грізманн
- Ліонель Мессі
- Іван Перишич

2 передачі
- Філ Фоден
- Вінісіус Жуніор
- Жорді Альба
- Усман Дембеле
- Тео Ернандес
- Кіліан Мбаппе
- Маркус Тюрам
- Дензел Дюмфріс
- Деві Классен
- Діогу Дало
- Жуан Фелікс
- Рафаел Геррейру
- Душан Тадич
- Андрія Живкович

1 передача
- Джамал Мусіала
- Давід Раум
- Джуд Беллінгем
- Гаррі Магвайр
- Калвін Філліпс
- Люк Шоу
- Рахім Стерлінг
- Каллум Вілсон
- Фірас Аль-Бурайкан
- Хаттан Бахебрі
- Анхель Ді Марія
- Енцо Фернандес
- Науель Моліна
- Ніколас Отаменді
- Алексіс Мак Аллістер
- Метью Лекі
- Райлі Макгрі
- Тобі Алдервейрелд
- Родріго
- Тіагу Сілва
- Венсан Абубакар
- Жан-Шарль Кастеллетто
- Ніколя Н'Кулу
- Таджон Бьюкенен
- Кім Джин Су
- Лі Кан Ін
- Сон Хин Мін
- Єльцин Техеда
- Йосип Юранович
- Мислав Оршич
- Марко Лівая
- Йоахім Андерсен
- Анхело Пресіадо
- Фелікс Торрес
- Сесар Аспілікуета
- Гаві
- Альваро Мората
- Дані Ольмо
- Сержиньйо Дест
- Крістіан Пулишич
- Адріан Рабйо
- Джордан Аю
- Іньякі Вільямс
- Алі Голізаде
- Мегді Таремі
- Ко Ітакура
- Мая Йосіда
- Ашраф Хакімі
- Абдельхамід Сабірі
- Хакім Зієш
- Ях'я Аттіят Аллах
- Дейлі Блінд
- Френкі де Йонг
- Тен Копмейнерс
- Стевен Бергейс
- Роберт Левандовський
- Гонсалу Рамуш
- Ісмаїл Мохаммад
- Ісмаїл Якобс
- Іліман Ндіає
- Джердан Шачірі
- Джибріль Соу
- Рубен Варгас
- Сільван Відмер
- Аїсса Лаїдуні
- Луїс Суарес

Джерело: ФІФА

## Статистика збірних
| Поз.                      | Збірна            | І | В | Н | П | РМ   | О  | ЖК  | YK · YK · RK | RK | ФП  | Г  |
| ------------------------- | ----------------- | - | - | - | - | ---- | -- | --- | ------------ | -- | --- | -- |
| Фінал                     |                   |   |   |   |   |      |    |     |              |    |     |    |
| 1                         | Аргентина         | 7 | 4 | 2 | 1 | 15:8 | 14 | 15  | 0            | 0  | 15  | C1 |
| 2                         | Франція           | 7 | 5 | 1 | 1 | 16:8 | 16 | 5   | 0            | 0  | 5   | D1 |
| 3-є та 4-е місце          |                   |   |   |   |   |      |    |     |              |    |     |    |
| 3                         | Хорватія          | 7 | 2 | 4 | 1 | 8:7  | 10 | 8   | 0            | 1  | 12  | F2 |
| 4                         | Марокко           | 7 | 3 | 2 | 2 | 6:5  | 11 | 8   | 1            | 0  | 11  | F1 |
| Вибули у чвертьфіналах    |                   |   |   |   |   |      |    |     |              |    |     |    |
| 5                         | Нідерланди        | 5 | 3 | 2 | 0 | 10:4 | 11 | 10  | 1            | 0  | 13  | A1 |
| 6                         | Англія            | 5 | 3 | 1 | 1 | 13:4 | 10 | 1   | 0            | 0  | 1   | B1 |
| 7                         | Бразилія          | 5 | 3 | 1 | 1 | 8:3  | 10 | 6   | 0            | 0  | 6   | G1 |
| 8                         | Португалія        | 5 | 3 | 0 | 2 | 12:6 | 9  | 6   | 0            | 0  | 6   | H1 |
| Вибули у 1/8 фіналу       |                   |   |   |   |   |      |    |     |              |    |     |    |
| 9                         | Японія            | 4 | 2 | 1 | 1 | 5:4  | 6  | 6   | 0            | 0  | 6   | E1 |
| 10                        | Сенегал           | 4 | 2 | 0 | 2 | 5:7  | 6  | 7   | 0            | 0  | 7   | A2 |
| 11                        | Австралія         | 4 | 2 | 0 | 2 | 4:6  | 6  | 7   | 0            | 0  | 7   | D2 |
| 12                        | Швейцарія         | 4 | 2 | 0 | 2 | 5:9  | 6  | 9   | 0            | 0  | 9   | G2 |
| 13                        | Іспанія           | 4 | 1 | 2 | 1 | 9:3  | 5  | 2   | 0            | 0  | 2   | E2 |
| 14                        | США               | 4 | 1 | 2 | 1 | 3:4  | 5  | 5   | 0            | 0  | 5   | B2 |
| 15                        | Польща            | 4 | 1 | 1 | 3 | 3:5  | 4  | 7   | 0            | 0  | 7   | C2 |
| 16                        | Південна Корея    | 4 | 1 | 1 | 3 | 5:8  | 4  | 6   | 0            | 0  | 6   | H2 |
| Вибули на груповому етапі |                   |   |   |   |   |      |    |     |              |    |     |    |
| 17                        | Німеччина         | 3 | 1 | 1 | 1 | 6:5  | 4  | 3   | 0            | 0  | 3   | E3 |
| 18                        | Еквадор           | 3 | 1 | 1 | 1 | 4:3  | 4  | 3   | 0            | 0  | 3   | A3 |
| 19                        | Камерун           | 3 | 1 | 1 | 1 | 4:4  | 4  | 7   | 1            | 0  | 10  | G3 |
| 20                        | Уругвай           | 3 | 1 | 1 | 1 | 2:2  | 4  | 3   | 0            | 0  | 3   | H3 |
| 21                        | Туніс             | 3 | 1 | 1 | 1 | 1:1  | 4  | 5   | 0            | 0  | 5   | D3 |
| 22                        | Мексика           | 3 | 1 | 1 | 1 | 2:3  | 4  | 6   | 0            | 0  | 6   | C3 |
| 23                        | Бельгія           | 3 | 1 | 1 | 1 | 1:2  | 4  | 4   | 0            | 0  | 4   | F3 |
| 24                        | Гана              | 3 | 1 | 0 | 2 | 5:7  | 3  | 6   | 0            | 0  | 6   | H4 |
| 25                        | Іран              | 3 | 1 | 0 | 2 | 4:7  | 3  | 7   | 0            | 0  | 7   | B3 |
| 26                        | Саудівська Аравія | 3 | 1 | 0 | 2 | 2:5  | 3  | 12  | 0            | 0  | 12  | C4 |
| 27                        | Коста-Рика        | 3 | 1 | 0 | 2 | 3:11 | 3  | 5   | 0            | 0  | 5   | E4 |
| 28                        | Сербія            | 3 | 0 | 1 | 2 | 5:8  | 1  | 4   | 0            | 0  | 4   | G4 |
| 29                        | Данія             | 3 | 0 | 1 | 2 | 1:3  | 1  | 5   | 0            | 0  | 5   | D4 |
| 30                        | Уельс             | 3 | 0 | 1 | 2 | 1:6  | 1  | 5   | 0            | 1  | 9   | B4 |
| 31                        | Канада            | 3 | 0 | 0 | 3 | 2:7  | 0  | 4   | 0            | 0  | 4   | F4 |
| 32                        | Катар             | 3 | 0 | 0 | 3 | 1:7  | 0  | 7   | 0            | 0  | 7   | A4 |
|                           |                   |   |   |   |   |      |    | 224 | 3            | 2  | 241 |    |

Примітки: 

 — 1 очко

 — 3 очка

 — 4 очка